# Francis Combes
Francis Combes, né le 31 mai 1953 à Marvejols en Lozère, est un poète et éditeur français.

## Biographie
Après une enfance cévenole, Francis Combes vient s’installer avec ses parents et ses deux frères dans la banlieue parisienne, à Aubervilliers.
Il étudie à Sciences Po et aux Langues O (russe, chinois et hongrois).
Engagé très jeune dans la vie politique — il adhère à la Jeunesse communiste en 1968 —, il occupe plusieurs responsabilités dans ce mouvement. De 1975 à 1981, il est secrétaire national de l'Union des étudiants communistes et membre du secrétariat national du Mouvement jeunes communistes de France. De 1979 à 1985, il est élu conseiller général du Val-d'Oise (canton de Sannois – Saint-Gratien). C'est le plus jeune conseiller général de France à cette époque.
De 1981 à 1992, il est l'un des membres du comité de rédaction de la revue Europe, puis directeur littéraire des éditions Messidor. En 1993, avec un collectif d’écrivains dont notamment Roger Bordier, René Ballet, Bernard-G. Landry, il fonde les éditions Le Temps des Cerises, dont il est le directeur. Il est, en 2002, l'un des fondateurs et le président de l'association L'Autre livre qui rassemble divers éditeurs indépendants.
Poète, il a publié une quinzaine de recueils ainsi que des anthologies et quelques ouvrages de proses. Certains de ses poèmes ont été traduits dans plusieurs langues (arabe, anglais, allemand, italien, tchèque, portugais, etc.). Pendant quinze ans, il a été, avec le poète Gérard Cartier, à l'initiative de la campagne d’affichages poétiques dans le métro parisien.
En 2003, il fonde, avec André Gerin et Freddy Huck, le journal Le Manifeste, dont le titre fait référence au Manifeste du parti communiste de Karl Marx et Friedrich Engels.
Il a travaillé avec des musiciens — notamment le compositeur chilien Sergio Ortega — et a écrit des chansons et des livrets d’opéra ou de pièces musicales qui ont été portés à la scène.
Il a traduit en français les auteurs Vladimir Maïakovski, Heinrich Heine, Bertolt Brecht, Attila József, des poètes américains comme Eliot Katz ou Jack Hirschman. Il a adapté des poètes de différents pays (tchèques, espagnols, persans, etc.).
Francis Combes a aussi une activité de journaliste, de critique et d’essayiste et a été, pendant les années d’existence du journal, l'un des rédacteurs d'Aujourd'hui poème. Il écrit aussi régulièrement dans La Revue Commune, qui a pris la suite de Commune d’avant guerre, qui était l'hebdomadaire de l'Association des écrivains et artistes révolutionnaires. Il tient, avec sa compagne Patricia Latour, une chronique hebdomadaire dans L'Humanité.

## Publications

### Poésies
- Apprentis du printemps, Éditeurs français réunis, 1980
- L'Amour, la marguerite et l'ordinateur, Messidor, coll. « Petite Sirène », 1983
- Cévennes, ou Le ciel n'est pas à vendre, Ipomée, coll. « Tadorne », 1986 (prix RTL de poésie)
- Les Petites Leçons de choses, coll. « Commune », trois éditions, (1987, 1995, 1997)
- La Dame de la Tour Eiffel, avec une sérigraphie de François Ferret, Contrastes, 1989
- Au Vert-Galant jeté en Seine, Europe / Poésie, 1991
- La Ballade du cœur insoumis, La Malle d'aurore, 1996
- La Fabrique du bonheur, Les Écrits des Forges / Le Dé bleu, 2000
- Cause commune, Le Temps des Cerises (trois éditions) (2003, 2005, 2008)
- Le Cahier bleu de Chine, coll. « Commune », 2005
- La Ballade d'Aubervilliers, Dialectique communication, Le Temps des Cerises, 2007
- La Clef du monde est dans l'entrée à gauche, Le Temps des Cerises, 2008
- Le Vin des hirondelles, Le Petit Pavé, 2011
- La France aux quatre vents, Le Temps des Cerises, 2015
- Lettres d'amour, poste restante, La Passe du vent, 2020

### Proses
- Bal masqué sur minitel, conte moral, Messidor, 1989
- Conversation avec Henri Lefebvre (en collaboration avec Patricia Latour), Messidor, coll. « Libres propos », 1991
- Les Apologues de Jean Lafleur, Le Temps des Cerises, 1996
- La Romance de Marc et Leïla, roman-poème, Le Temps des Cerises, 2000
- Les Chroniques de la barbarie, théâtre chanté, coll. « Commune » 2002

### Traductions
- Henri Heine, Le Tambour de la Liberté, Le Temps des Cerises, 1997
- Vladimir Maïakovski, Écoutez, si on allume les étoiles..., Le Temps des Cerises, 2005
- Attila József, Le Mendiant de la beauté, Le Temps des Cerises, 2014

### Anthologies
- Les Plus Beaux Poèmes pour la paix (en collaboration avec Patricia Latour), Messidor, 1989
- 101 Poèmes dans le métro, Nouveaux poèmes dans le métro et Poèmes pour voyager (en collaboration avec Gérard Cartier), Le Temps des Cerises, 1994, 1996, 1999
- 101 Poèmes sur l'amour, Le Temps des Cerises, 2002
- 101 Poèmes contre la guerre, Le Temps des Cerises, 2003
- La poésie est dans la rue (en collaboration avec Jean-Luc Despax), Le Temps des Cerises, 2008

### Ouvrage participatif
- Le Chemin de Damas : l'avenir d'un peuple, Ed. Temps des cerises, 2007, avec L'Appel franco-arabe  (ISBN 9782841096640)

### Traductions des ouvrages de Francis Combes
- Le printemps bleu / azrak rabyia (traduction d'Apprentis du printemps en arabe, par Tahar Ouettar), Alger, ENAP, 1987
- Maskenbal auf Minitel (traduction de Bal masqué sur minitel, en allemand, par Gerhard Leo), Berlin, Dietzverlag, 1991
- When the Metro is Free (traduction de poèmes de Cause commune, en anglais, par Bob Dixon, dans l'anthologie de la poésie protestataire française publiée par Alan Dent), Smockestack, 2007.

## Pour approfondir